# 善導寺 (館林市)

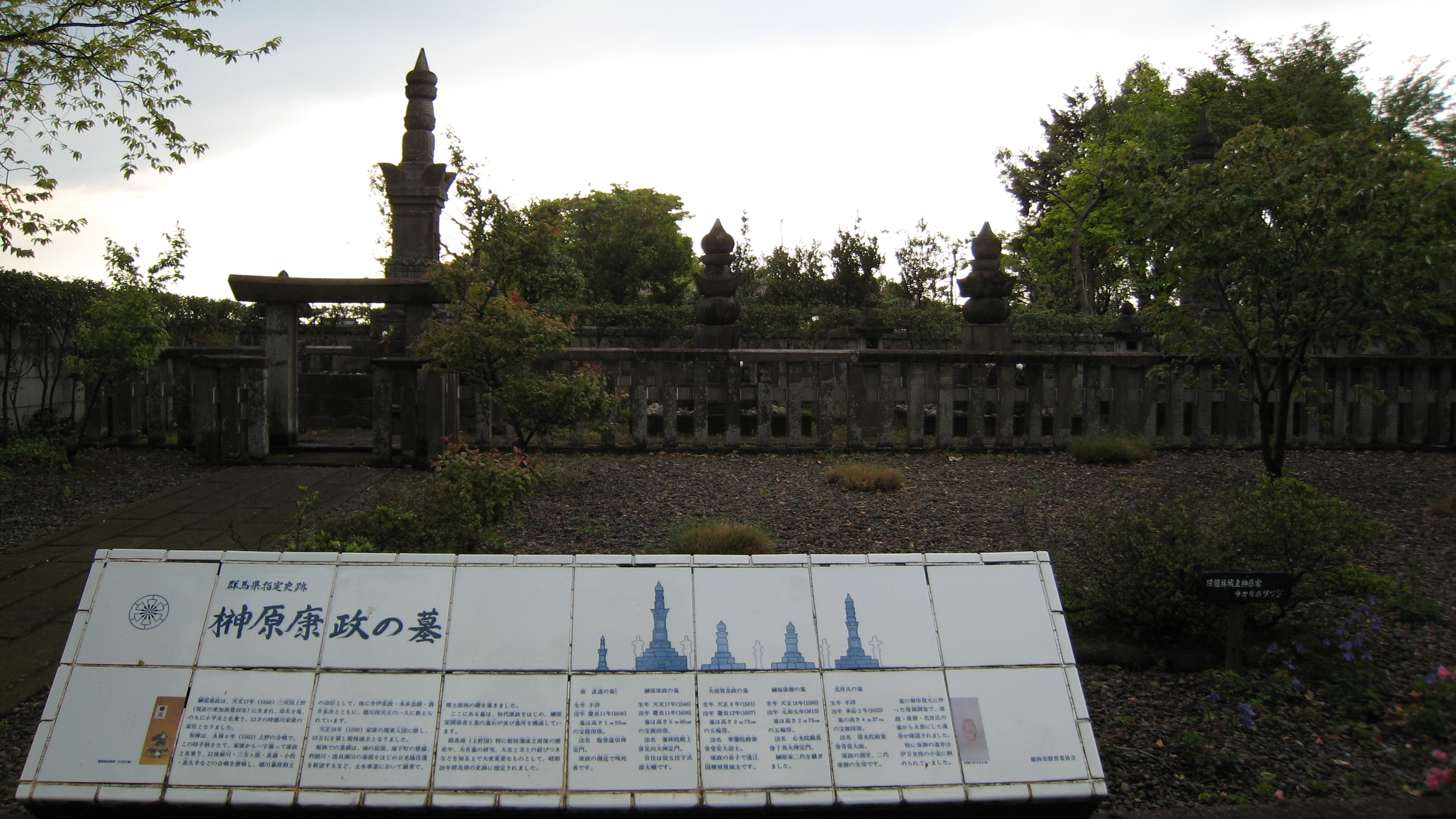
榊原康政の墓

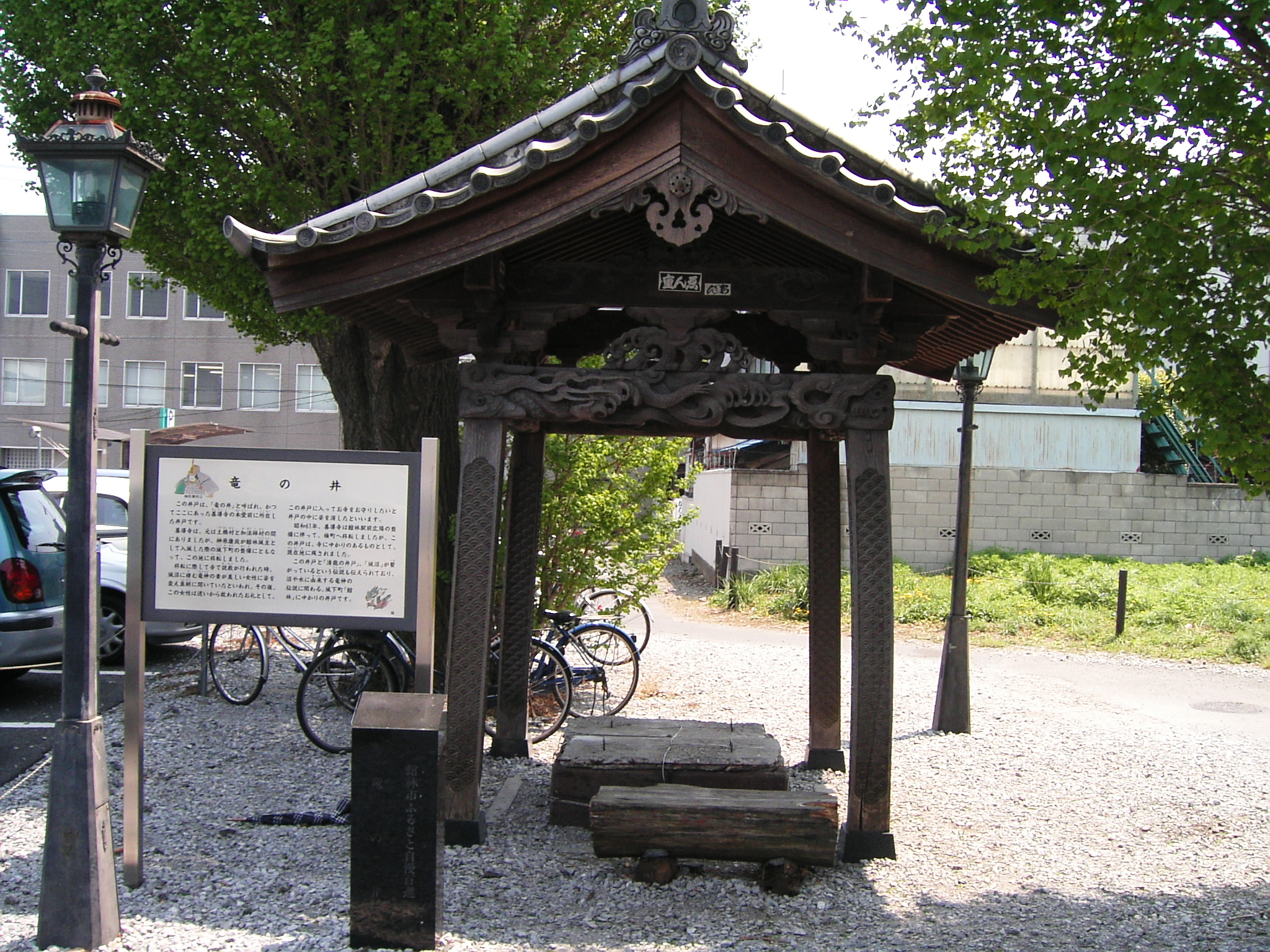
竜の井

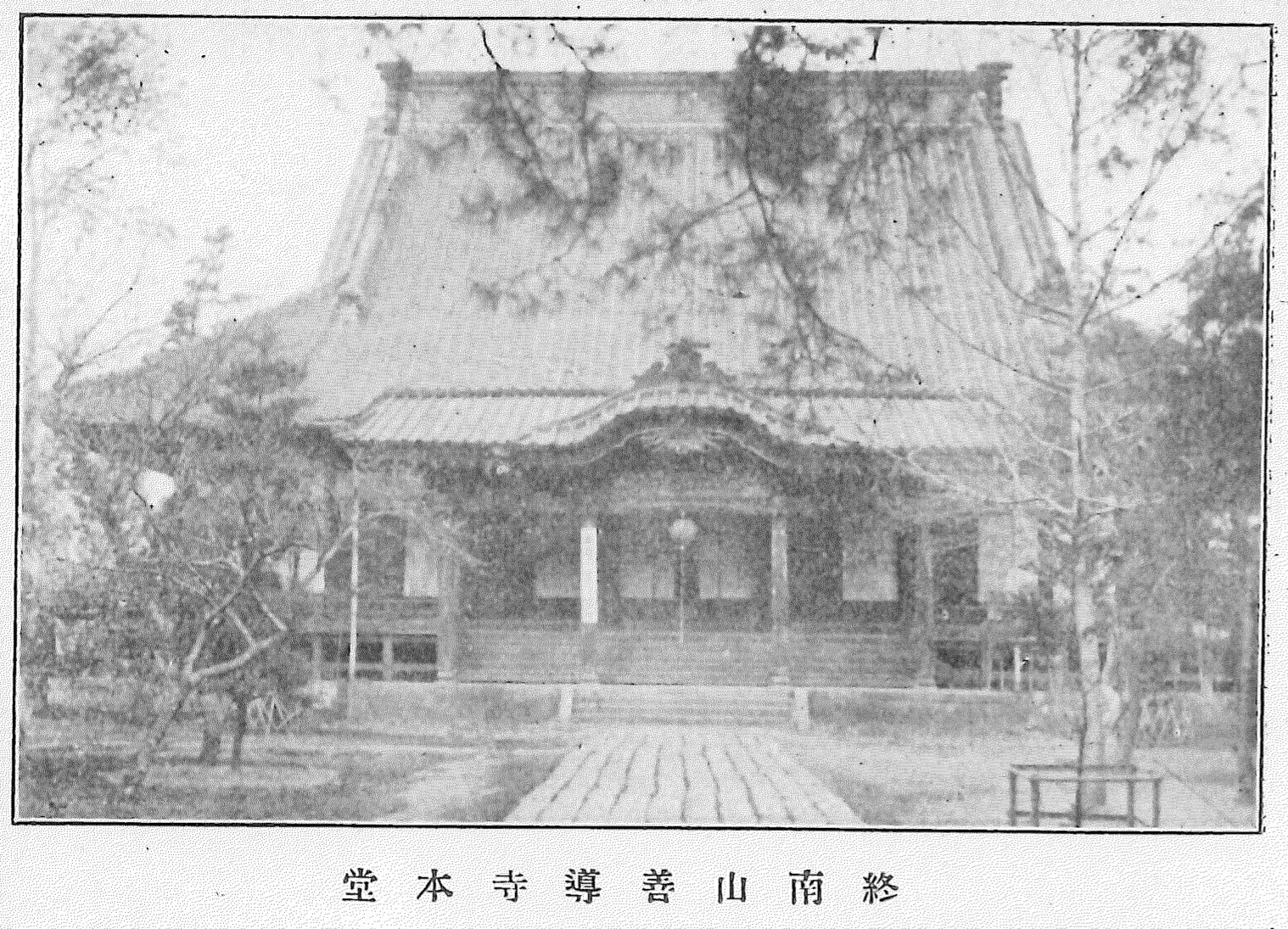
谷越町（現館林駅前）にあった頃の善導寺本堂

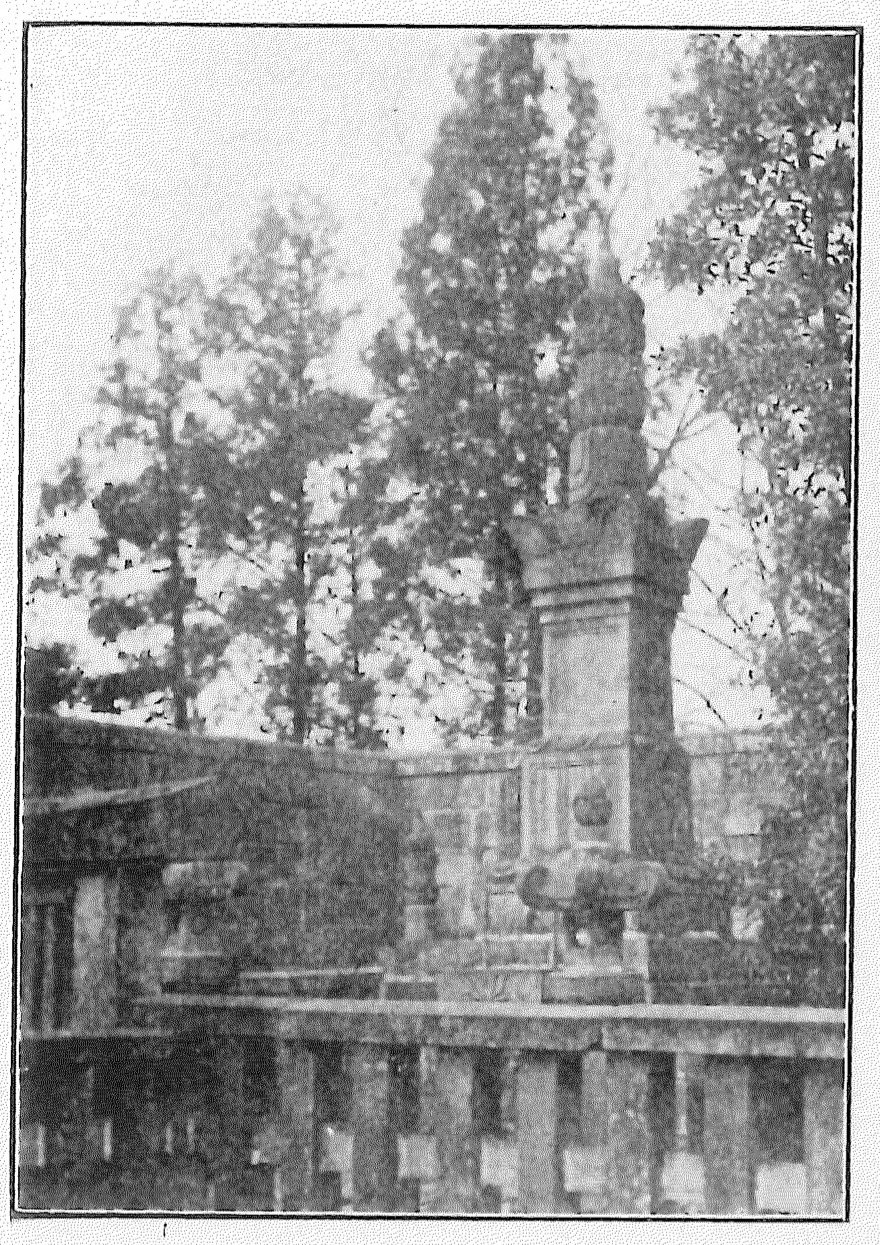
谷越町（現館林駅前）にあった頃の榊原康政の墓

善導寺（ぜんどうじ）は、群馬県館林市楠町にある浄土宗の寺院である。徳川四天王の一人であり、館林城主でもあった榊原康政の墓がある。

## 歴史
- 708年（和銅元年）				開山。行基によって開山されたと伝わる。
- 1590年（天正18年）			館林城主になった榊原康政が谷越の地に菩提寺として諸堂を建立した。
- 1615年（元和元年）	徳川家康が定めた浄土宗の学問所である関東十八檀林の一つとなった。
- 1644年（正保元年）			榊原氏三代の榊原忠次が奥州白河に転封する際、三代将軍徳川家光から供田百石と諸役免除の朱印も賜って栄えた。
- 1990年（平成2年）秋			館林駅前広場整備事業のため、駅前から現在地に移転した。

境内には、榊原康政やその長子大須賀忠政、二代榊原康勝、その母花房氏の墓、
館林藩主で江戸幕府の老中を務めた松平乗寿の墓がある。

## 所在地
群馬県館林市楠町3692
城沼に面し、アゼリアモール北隣に位置する。

## 竜の井
館林駅前広場に隣接するかつて善導寺の本堂のあったところにある。この地に寺が移転する際、城沼に棲む竜神の妻が美しい女性に姿を変え、寺での説教を真剣に聞いていたが、その後、この女性は迷いから救われたお礼として、この井戸に入りお寺を守ったという伝説がある。

## 交通アクセス
- 東武鉄道伊勢崎線館林駅より徒歩約45分。
- 東北自動車道館林インターチェンジより車で約5分。